# Menneus superciliosus
Espèce
Synonymes
- Avella superciliosa Thorell, 1881

Menneus superciliosus est une espèce d'araignées aranéomorphes de la famille des Deinopidae.

## Distribution
Cette espèce est endémique d'Australie. Elle se rencontre au Queensland et en Nouvelle-Galles du Sud.

## Description
Le mâle décrit par Coddington, Kuntner et Opell en 2012 mesure 8,0 mm et la femelle 10,7 mm. Les mâles mesurent de 7,0 à 9,5 mm et les femelles de 7,2 à 13,5 mm.

## Publication originale
- Thorell, 1881 : Studi sui Ragni Malesi e Papuani. III. Ragni dell'Austro Malesia e del Capo York, conservati nel Museo civico di storia naturale di Genova. Annali del Museo Civico di Storia Naturale di Genova, vol. 17, p. 1-727 (texte intégral).